# Nethinius maroantsetrensis
Nethinius maroantsetrensis là một loài bọ cánh cứng trong họ Cerambycidae.